# Ampedus elongatulus
Ampedus elongatulus är en skalbaggsart som först beskrevs av Fabricius 1787.  Ampedus elongatulus ingår i släktet Ampedus, och familjen knäppare. Arten har ej påträffats i Sverige.